# Nynäsbanan
| Der alte Bahnhof Nynäshamn |                                                                                        |                                                                    |                                                                    |
| Streckennummer: | 19                                                                                     |                                                                    |                                                                    |
| Streckenlänge: | 55 km                                                                                  |                                                                    |                                                                    |
| Spurweite: | 1435 mm (Normalspur)                                                                   |                                                                    |                                                                    |
| Stromsystem: | 15 kV 162/3 Hz ~                                                                       |                                                                    |                                                                    |
| Streckengeschwindigkeit: | Bandel 476, (Älvsjö)–Västerhaninge und Bandel 477, (Västerhaninge)–Nynäshamn: 160 km/h |                                                                    |                                                                    |
| Zweigleisigkeit: | Älvsjö–Tungelsta                                                                       |                                                                    |                                                                    |
| |                                                                                        |                                                                    |                                                                    |
| \| \| \| Västra stambanan nach Stockholm C \| \| \| \| \| Bahnstrecke Södra Tunnelmynningen–Älvsjö nach Stockholm (bis 1929) \| \| \| \| \| von Älvsjö Godsbangård \| \| \| \| 55,4 \| Älvsjö \| Älvsjö \| \| \| \| nach Sundsvall \| \| \| \| 52,6 \| Högdalen Pers.-Halt von 1929 bis 1948 \| Högdalen Pers.-Halt von 1929 bis 1948 \| \| \| 50,8 \| Fagersjö bis 1963 \| Fagersjö bis 1963 \| \| \| 48,9 \| Farsta von 1960 bis 1973 \| Farsta von 1960 bis 1973 \| \| \| 47,9 \| Farsta strand bis 1989 "Södertörns villastad" \| Farsta strand bis 1989 "Södertörns villastad" \| \| \| 46,7 \| Forsen von 1929 bis 1963 \| Forsen von 1929 bis 1963 \| \| \| 45,9 \| Trångsund \| Trångsund \| \| \| 44,5 \| Skogås seit 1932 \| Skogås seit 1932 \| \| \| 41,9 \| Drevviken bis 1973 \| Drevviken bis 1973 \| \| \| 40,5 \| Vega von 1929 bis 1973 \| Vega von 1929 bis 1973 \| \| \| 40,0 \| Vega seit 2019 \| Vega seit 2019 \| \| \| 38,2 \| Handen von 1989 bis 2006 "Haninge Centrum" \| Handen von 1989 bis 2006 "Haninge Centrum" \| \| \| \| Jordbro Industriområde \| \| \| \| 34,9 \| Jordbro \| Jordbro \| \| \| 32,2 \| Västerhaninge \| Västerhaninge \| \| \| 30,3 \| Nedersta von 1931 bis 1980 \| Nedersta von 1931 bis 1980 \| \| \| 29,7 \| Krigslida seit 1980 \| Krigslida seit 1980 \| \| \| \| Mulstabron[2] \| \| \| \| 28,2 \| Tungelsta \| Tungelsta \| \| \| 22,7 \| Hemfosa \| Hemfosa \| \| \| 17,4 \| Segersäng bis 1917 "Sorunda" \| Segersäng bis 1917 "Sorunda" \| \| \| 12,2 \| Ösmo \| Ösmo \| \| \| \| zum Hafen Stockholm Norvik \| \| \| \| 7,0 \| Älgviken bis 1916 "Walsjö", bis 1967 \| Älgviken bis 1916 "Walsjö", bis 1967 \| \| \| 3,2 \| Nynäsgård bis 1916 "Kullsta" \| Nynäsgård bis 1916 "Kullsta" \| \| \| 2,1 \| Gröndalsviken seit 2008 \| Gröndalsviken seit 2008 \| \| \| 0,7 \| Nynäs havsbad bis 2008 \| Nynäs havsbad bis 2008 \| \| \| 0,0 \| Nynäshamn \| Nynäshamn \| \| \| -0,5 \| Nynäshamns färjeterminal bis 2007 \| Nynäshamns färjeterminal bis 2007 \| |                                                                                        |                                                                    |                                                                    |
| Strecke |                                                                                        | Västra stambanan nach Stockholm C                                  | Västra stambanan nach Stockholm C                                  |
| Abzweig geradeaus und ehemals von rechts |                                                                                        | Bahnstrecke Södra Tunnelmynningen–Älvsjö nach Stockholm (bis 1929) | Bahnstrecke Södra Tunnelmynningen–Älvsjö nach Stockholm (bis 1929) |
| Abzweig geradeaus und von links |                                                                                        | von Älvsjö Godsbangård                                             | von Älvsjö Godsbangård                                             |
| Bahnhof | 55,4                                                                                   | Älvsjö                                                             | Älvsjö                                                             |
| Abzweig geradeaus und nach rechts |                                                                                        | nach Sundsvall                                                     | nach Sundsvall                                                     |
| Dienststation / Betriebs- oder Güterbahnhof | 52,6                                                                                   | Högdalen Pers.-Halt von 1929 bis 1948                              | Högdalen Pers.-Halt von 1929 bis 1948                              |
| ehemaliger Haltepunkt / Haltestelle | 50,8                                                                                   | Fagersjö bis 1963                                                  | Fagersjö bis 1963                                                  |
| ehemaliger Haltepunkt / Haltestelle | 48,9                                                                                   | Farsta von 1960 bis 1973                                           | Farsta von 1960 bis 1973                                           |
| Bahnhof | 47,9                                                                                   | Farsta strand bis 1989 "Södertörns villastad"                      | Farsta strand bis 1989 "Södertörns villastad"                      |
| ehemaliger Haltepunkt / Haltestelle | 46,7                                                                                   | Forsen von 1929 bis 1963                                           | Forsen von 1929 bis 1963                                           |
| Haltepunkt / Haltestelle | 45,9                                                                                   | Trångsund                                                          | Trångsund                                                          |
| Bahnhof | 44,5                                                                                   | Skogås seit 1932                                                   | Skogås seit 1932                                                   |
| ehemaliger Haltepunkt / Haltestelle | 41,9                                                                                   | Drevviken bis 1973                                                 | Drevviken bis 1973                                                 |
| ehemaliger Haltepunkt / Haltestelle | 40,5                                                                                   | Vega von 1929 bis 1973                                             | Vega von 1929 bis 1973                                             |
| Haltepunkt / Haltestelle | 40,0                                                                                   | Vega seit 2019                                                     | Vega seit 2019                                                     |
| Bahnhof | 38,2                                                                                   | Handen von 1989 bis 2006 "Haninge Centrum"                         | Handen von 1989 bis 2006 "Haninge Centrum"                         |
| Abzweig geradeaus und von rechts |                                                                                        | Jordbro Industriområde                                             | Jordbro Industriområde                                             |
| Bahnhof | 34,9                                                                                   | Jordbro                                                            | Jordbro                                                            |
| Bahnhof | 32,2                                                                                   | Västerhaninge                                                      | Västerhaninge                                                      |
| ehemaliger Haltepunkt / Haltestelle | 30,3                                                                                   | Nedersta von 1931 bis 1980                                         | Nedersta von 1931 bis 1980                                         |
| Haltepunkt / Haltestelle | 29,7                                                                                   | Krigslida seit 1980                                                | Krigslida seit 1980                                                |
| Brücke über Wasserlauf |                                                                                        | Mulstabron                                                         | Mulstabron                                                         |
| Bahnhof | 28,2                                                                                   | Tungelsta                                                          | Tungelsta                                                          |
| Bahnhof | 22,7                                                                                   | Hemfosa                                                            | Hemfosa                                                            |
| Bahnhof | 17,4                                                                                   | Segersäng bis 1917 "Sorunda"                                       | Segersäng bis 1917 "Sorunda"                                       |
| Bahnhof | 12,2                                                                                   | Ösmo                                                               | Ösmo                                                               |
| Abzweig geradeaus und nach links |                                                                                        | zum Hafen Stockholm Norvik                                         | zum Hafen Stockholm Norvik                                         |
| ehemaliger Bahnhof | 7,0                                                                                    | Älgviken bis 1916 "Walsjö", bis 1967                               | Älgviken bis 1916 "Walsjö", bis 1967                               |
| Bahnhof | 3,2                                                                                    | Nynäsgård bis 1916 "Kullsta"                                       | Nynäsgård bis 1916 "Kullsta"                                       |
| Haltepunkt / Haltestelle | 2,1                                                                                    | Gröndalsviken seit 2008                                            | Gröndalsviken seit 2008                                            |
| ehemaliger Haltepunkt / Haltestelle | 0,7                                                                                    | Nynäs havsbad bis 2008                                             | Nynäs havsbad bis 2008                                             |
| Kopfbahnhof Strecke ab hier außer Betrieb | 0,0                                                                                    | Nynäshamn                                                          | Nynäshamn                                                          |
| Betriebs-/Güterbahnhof Streckenende (Strecke außer Betrieb) | -0,5                                                                                   | Nynäshamns färjeterminal bis 2007                                  | Nynäshamns färjeterminal bis 2007                                  |

Nynäsbanan (deutsch Nynäsbahn) ist der Name einer schwedischen Eisenbahnstrecke, die von Älvsjö nach Nynäshamn führt. Die Strecke gehört Trafikverket, den Personenverkehr auf dieser Strecke bestellt Storstockholms Lokaltrafik (SL).

## Geschichte
Die Nynäsbahn wurde am 28. Dezember 1901 für den Verkehr freigegeben. Der Verkehr wurde zunächst von der Gesellschaft Stockholm-Nynäshamn Järnväg betrieben. Seit dem 1. Oktober 1909 fuhren die Züge weiter auf der Strecke der Västra stambana bis zum Stockholmer Hauptbahnhof (Stockholm C). Nachdem die Strecke von Statens Järnvägar (SJ) übernommen wurde, wird sie seit dem 1. November 1962 elektrisch betrieben. 1980 wurde die Strecke mit dem Sicherungssystem ATC ausgerüstet und seit 1995 ist die Strecke von Älvsjö bis Västerhaninge zweigleisig. Zwischen Västerhaninge und Nynäshamn ist die Strecke eingleisig.
1901 betrug die Reisezeit Älvsjö-Handen 56 Minuten. Bis Nynäshamn dauerte es 2 Stunden und 21 Minuten. Heute beträgt die Reisezeit Stockholm C–Handen 25 Minuten und Stockholm C–Nynäshamn 60 Minuten.
Am 1. Januar 1967 übernahm SL die Verantwortung für den Schienenpersonennahverkehr innerhalb von Stockholms län. SJ war weiterhin technisch für die Wagen und das Personal auf der Strecke verantwortlich, bevor im Jahre 2000 Citypendeln die Ausschreibung gewann und den Betrieb übernahm. Seit 2006 ist Stockholmståg KB anstelle von Citypendeln verantwortlich.

## Züge

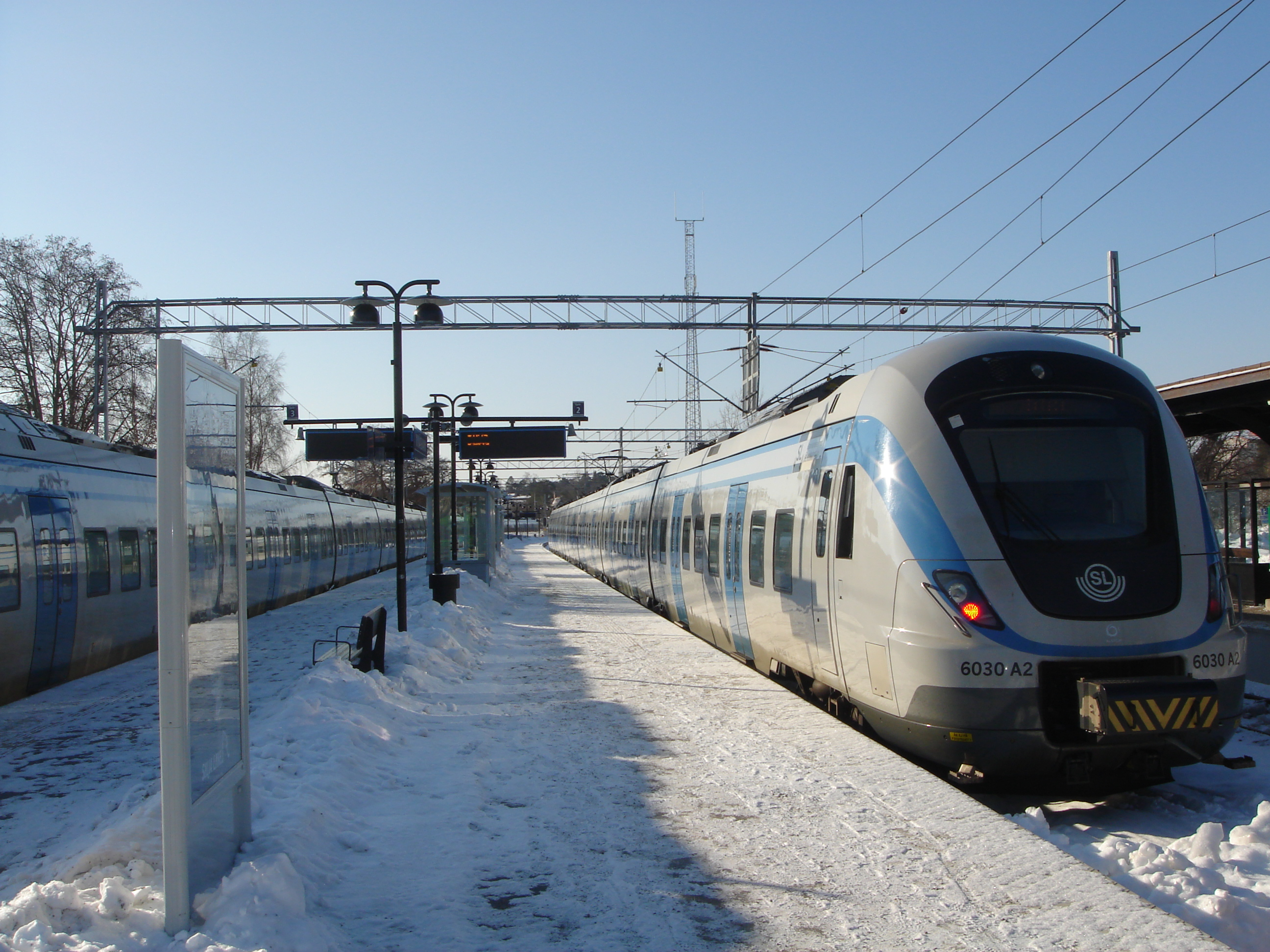
X60 im Bahnhof Nynäshamn

Die Nynäsbahn wird hauptsächlich von Stockholms Pendeltåg benutzt. Daneben verkehren Güterzüge nach Jordbro und zum Hafen Norvik. Die Personenzüge fahren tagsüber im Viertelstundentakt zwischen Stockholm und Västerhaninge und im Halbstundentakt in den Tagesrandlagen. Zwischen Västerhaninge und Nynäshamn besteht tagsüber ein halbstündlicher und abends und an Wochenenden ein stündlicher Takt.
Zwischen 2006 und 2012 wurde die Strecke aufgeteilt – Reisende mussten in Västerhaninge den Zug wechseln, wenn sie zwischen Nynäshamn und Stockholm reisen wollten. Lediglich zwei Schnellzüge täglich fuhren die gesamte Strecke durchgehend. Das Umsteigen wurde eingeführt, da es beim zuvor nötigen Umkoppeln der X60-Züge zu viele technische Probleme gab. Nach Lösung dieser Probleme wurde der Umstieg zunächst zur Erhöhung der Fahrplanstabilität beibehalten, ehe die Brechung mit Inbetriebnahme des zweiten Gleises zwischen Västerhaninge und Tungelsta aufgegeben wurde.

## Ausbaumaßnahmen
Die Planungen für den zweigleisigen Ausbau des Abschnittes Västerhaninge–Tungelsta waren sehr langwierig. Sie waren im Sommer 2009 beendet. Im Juli 2010 wurden die Bauarbeiten aufgenommen, die etwa zwei Jahre dauern sollten. Zwischenzeitlich wurde von einem Ende der Baumaßnahmen innerhalb des Jahres 2013 ausgegangen. Der zweigleisige Abschnitt wurde jedoch schon am 3. Dezember 2012 in Betrieb genommen.
Von August bis November 2011 wurde bereits der Haltepunkt Nynäsgård in einen Kreuzungsbahnhof umgebaut.
Am 1. April 2019 wurde in Vega wieder ein Haltepunkt eröffnet. Er liegt einige hundert Meter von der bis 1973 bestehenden Station entfernt. Die 2011 begonnenen Untersuchungen waren von der Erweiterung eines Baugebietes in der Gemeinde Haninge abhängig; Baubeginn war 2015.
Zum Containerhafen Stockholm Norvik wurde eine elektrifizierte Anschlussbahn errichtet, die bei Ösmo von der Nynäsbanan abzweigt und am 9. Juni 2020 vom ersten Güterzug befahren wurde.

## Bahnhöfe und Haltepunkte
| Name          | in Betrieb seit | in Betrieb bis | Früherer Name und sonstiges |
| ------------- | --------------- | -------------- | --- |
| Älvsjö        | 1901            |                | Frühere Schreibweise: Elfsjö; Anschluss an Stockholms Pendeltågslinie nach Södertälje sowie Busse Richtung Årsta und Gullmarsplan |
| Vega          | 1929 2019       | 1973           | Wurde 1973 durch die Buslinie 835 von Tungelsta nach Handen ersetzt. 2019 einige hundert Meter entfernt neu errichtet. |
| Handen        | 1901            |                | Hieß ursprünglich "Nyvreten" und anschließend wahrscheinlich auch "Österhaninge". Zwischen 1913 und 1989 hieß der Bahnhof "Handen" und wurde danach in Haninge Centrum umbenannt. Seit dem Sommer 2006 wurde er wieder in Handen umbenannt. Anschlüsse an Busse nach Tyresö, Nacka, Huddinge, Länna, Dalarö und Brandbergen |
| Västerhaninge | 1901            |                | Frühere Schreibweise: Westerhaninge. Anschluss an Busse nach Gålö und Årsta havsbad |
| Älgviken      | 1901            | 1967           | Seit 1967 nicht mehr in Betrieb. Das Bahnhofshäuschen existiert noch und wird als privates Wohnungshaus benutzt. |